# Helianthus tuberosus
Helianthus tuberosus, conhecida popularmente como alcachofra-girassol, tupinambo, alcachofra-de-jerusalém ou girassol-batateiro, é uma espécie do gênero botânico Helianthus, da família das Asteraceae. É uma planta nativa da América cultivada por seu tubérculo comestível.

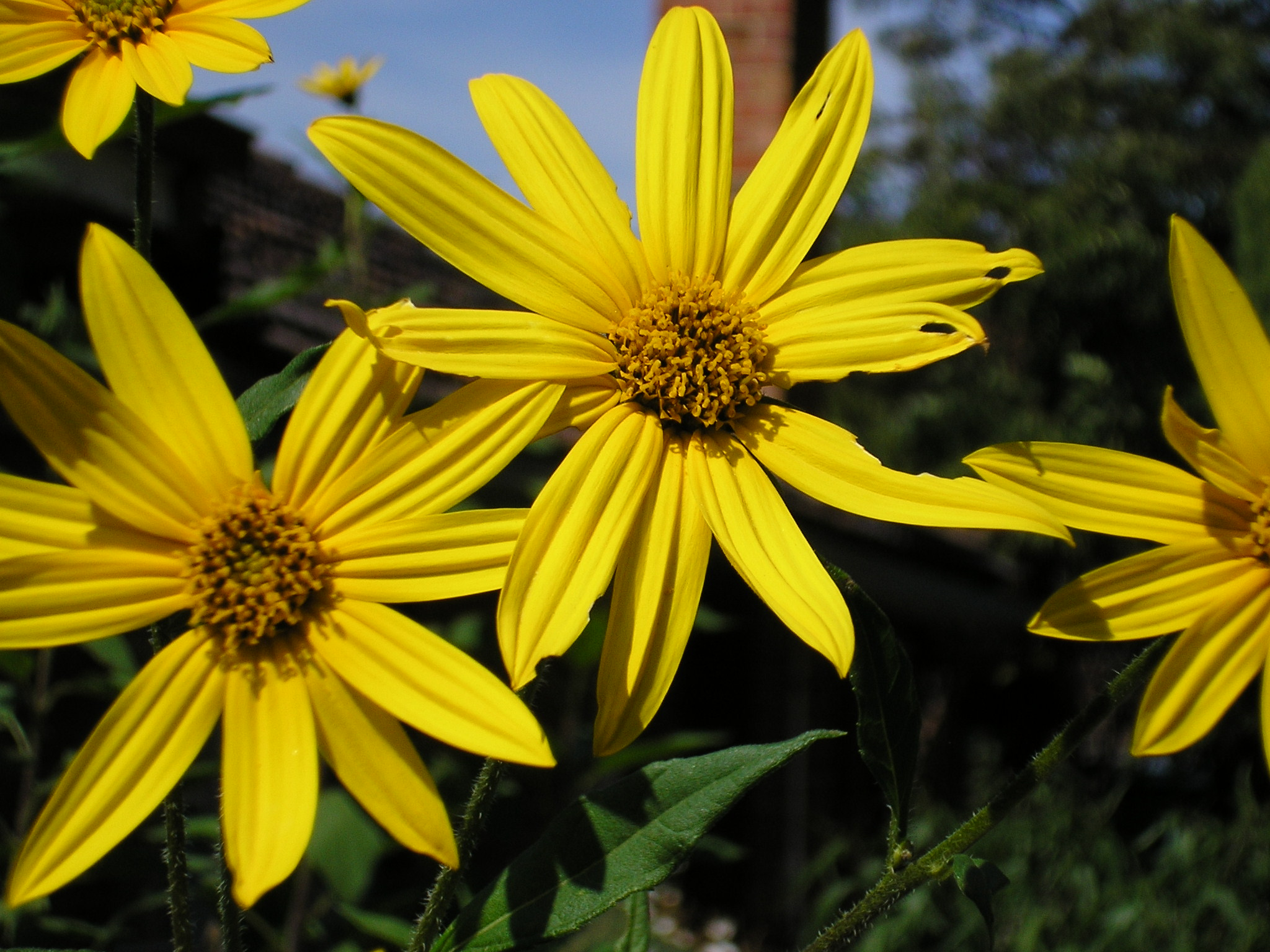
Flores de tupinambo.

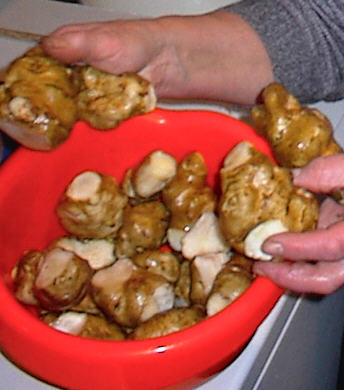
tubérculos de tupinambos.

Crescem até uma altura de 4 m. As folhas são simples, ovadas, serrilhadas e ásperas ao tato. As flores são de um amarelo-ouro que se agrupam em rácimos. Os frutos são aquênios muito parecidos com as sementes do girassol.
Diferentes da maioria dos tubérculos, porém em comum com os outros membros da família Asteraceae (incluindo a alcachofra), os tubérculos armazenam, em vez de amido, a inulina, um carboidrato que, por meio da cocção, se decompõe em moléculas de frutose. Por esta razão é uma fonte importante de frutose para a indústria.
Os tupinambos foram cultivados pelos povos ameríndios muito antes da chegada dos europeus. O explorador francês Samuel de Champlain encontrou esta planta semeada em Cape Cod, costa nordeste dos Estados Unidos em 1605. Apesar de ser originária a América do Norte, o nome tupinambo é provenientes dos tupinambás, povos indígenas que viviam no Brasil. Alguns indivíduos desses povos foram levados a Paris em 1613 na mesma época em que se difundiu o cultivo desta planta na França e logo ao resto da Europa, o que fez que os europeus associassem os indígenas brasileiros à planta de origem norte-americana.
A planta é rústica e de fácil cultivo, mesmo em solos pouco férteis. É resistente a doenças e predadores. A multiplicação é feita através da plantação dos tubérculos em linha.